# Purdiaea parvifolia
Purdiaea parvifolia là một loài thực vật có hoa trong họ Clethraceae. Loài này được (Vict.) J.L. Thomas miêu tả khoa học đầu tiên năm 1960.